# Willemsparkweg 29-35 (Amsterdam)
Willemsparkweg 29-35 te Amsterdam is een gebouwencomplex aan de Willemsparkweg, Amsterdam-Zuid. Het gebouw werd op 31 januari 2012 tot gemeentelijk monument verklaard.

## Gebouw
De gebouwen stammen uit 1885 toen dit gebied nog toebehoorde aan de gemeente Nieuwer-Amstel, die dit gebied tien jaar later geannexeerd zag door gemeente Amsterdam. Nieuwer-Amstel bestond toen vrijwel uit agrarisch gebied, maar tegen de grens tussen Nieuwer-Amstel en Amsterdam werden toen gronden uitgegeven voor woningbouw aan wat de Parkweg zou worden, door Amsterdam bij inname hernoemd in Willemsparkweg.
Het vermelde blokje van vier gebouwen werd neergezet in opdracht van de boomkweker uit Nieuwer-Amstel Jac. P. R. Galesloot, die dan ook maar zelf op nummer 29 ging wonen. Woning nr. 29 heeft dan ook wel als aanduiding Huis Galesloot. Galesloot schakelde architect Hendrik Jan Wigman in, die voor deze buurt meer gebouwen ontwierp. Wigman ontwierp zijn gebouwen in de eclectische stijl met sporen van de neorenaissance van eind 19e eeuw en deze paste hij ook hier toe. Het complex is van links naar rechts symmetrisch opgezet. Hier en daar is de loop der jaren de symmetrie verloren gegaan door aanpassingen van eigenaren of bewoners. Zo zijn de balkonafscheidingen van huisnummer 35 van later datum dan die van 29-33 en heel anders van vorm.
Het geheel heeft drie bouwlagen op een plint waarin het souterrain. Alle woningen worden bereikt door portieken met trapje naar de beletage. De buitenste bouwdelen zijn risalerend geplaatst net zoals het middengedeelte met toegang tot 31-33. De consoles van de balkons behorende bij de eerste verdieping zijn versierd met koppen met een vermoedelijke verwijzing naar het koloniaal verleden van Nederland; het zou gaan om afbeeldingen van bewoners van Suriname toen dat nog toebehoorde aan Nederland, die te zien waren tijdens de Internationale Koloniale en Uitvoerhandel Tentoonstelling. Het interieur van huisnummer 29 is verder verfraaid met muurschilderingen in de toegang; deze dateren uit 1903. Opmerkelijk is het verschil tussen de inrichting van voor- (klassieke neostijl) en achterkamer (art nouveau). Alles wijst op huisvesting van de gegoede burgerij in die tijd. Het complex is rijk aan tegelwerkjes (meest onder de ontspanningsbogen) en de gevel. Op nummer 29 is een “architectensteen” te vinden.

## Galesloot
Jac. P.R. Galesloot & Co, vernoemd naar Jacobus Petrus Richardus Galesloot (1841-1918),  hield rond de eeuwwisseling een”Koninklijke vruchtbomenkwekerij Pomona en Rozengaarde” die regelmatig opengesteld werd voor publiek. Die kwekerij was gesitueerd tussen wat later de Willemsparkweg en de Van Breestraat zouden worden.’ Galesloot zou in de jaren rond 1888 de tuinen liggend achter het Concertgebouw inrichten en beplanten met bomen. In 1896 was hij betrokken bij de kroningsfeesten van koningin Wilhelmina der Nederlanden in de Willemsparkbuurt.  In 1897 verhuisde hij naar de Van Eeghenstraat 52 en vervolgens naar huisnummer 75. In 1913 werd hij failliet verklaard. Ook in de 21e eeuw wordt zijn naam verbonden aan pomologie en wordt zijn brochure Het snoeien van bloemheesters etc. aangehaald,

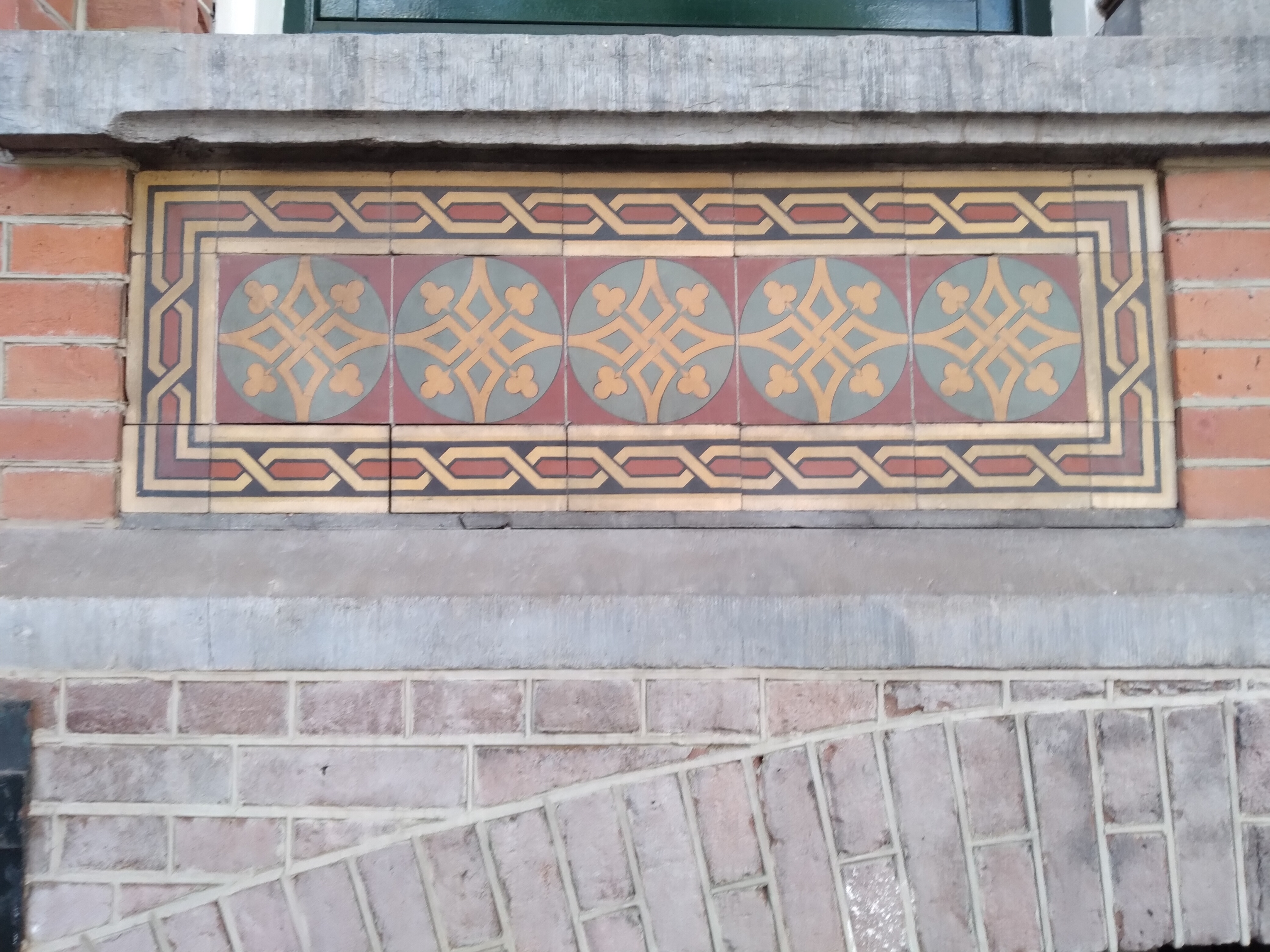
Tegelwerkje (augustus 2021)

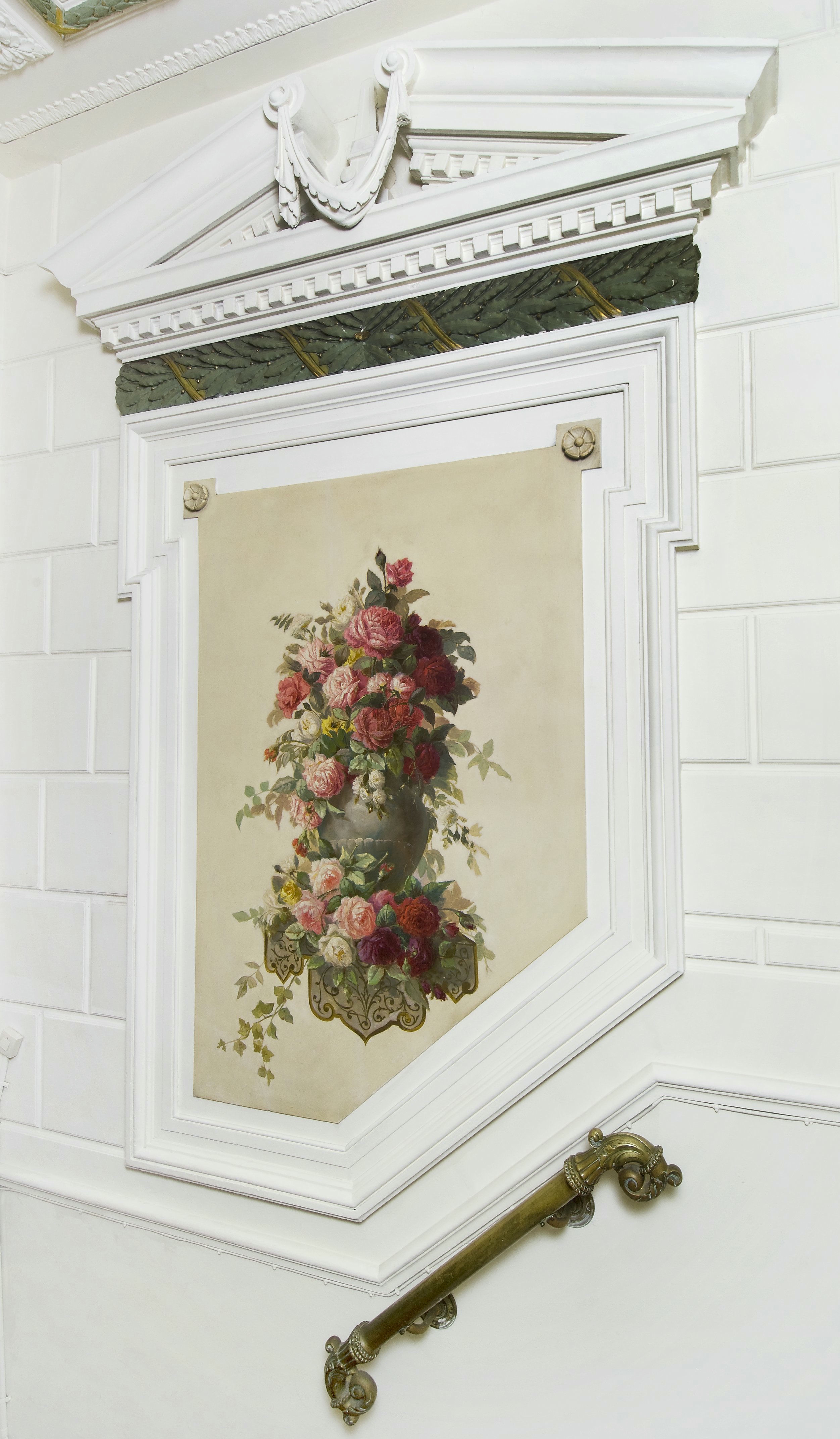
Schilderwerkje portaal nr. 29 (februari 2009)